# Möllenbeck (Rinteln)
Möllenbeck ist mit seinem Ortsteil Hessendorf ein Stadtteil von Rinteln im Landkreis Schaumburg in Niedersachsen.

## Geografie
Das Dorf befindet sich etwa fünf Kilometer südwestlich des Stadtzentrums und ist zudem ein Grenzdorf zu Nordrhein-Westfalen. Umliegende Orte sind Stemmen, Elfenborn, Krankenhagen und der Hauptort Rinteln. Weiterhin liegen drei Teiche, darunter der Lippische Teich, in Möllenbeck und im angrenzenden Waldgebiet, dem Naturpark Weserbergland Schaumburg-Hameln.

## Geschichte
Entstanden ist die Ortschaft im Jahre 896, als dort ein Kanonissen-Stift, das Kloster Möllenbeck, angesiedelt wurde. Der Ort blühte im 13. Jahrhundert auf und bekam stadtähnlichen Charakter. Durch die Nähe zu Rinteln begann dann aber die Auflösung von Möllenbeck. Erst im 17. Jahrhundert wurde das Dorf neu aufgebaut. Bei der Teilung der Grafschaft Schaumburg 1647/1648 kam der Ort zur Landgrafschaft Hessen.
Aus der ersten Bauperiode des Klosters im frühen 10. Jahrhundert sind die beiden weithin sichtbaren, ottonischen Rundtürme erhalten. Die anderen Gebäudeteile stammen, durch Wiederaufbau, aus der Zeit zwischen 1479 und 1505. Das Kanonissen-Stift wurde 1441 durch den Mindener Fürstbischof Albrecht von Hoya aufgelöst, das Kloster wurde im selben Jahr den Augustiner-Chorherren der Windesheimer Kongregation übertragen. Die Einführung der Reformation ließ das Stift Möllenbeck nach 1570 als evangelisch-lutherisches Kloster fortbestehen. Bei der Teilung der Grafschaft Schaumburg fiel Möllenbeck an die Landgrafschaft Hessen-Kassel. Landgräfin Amalie wandelte den Klosterbesitz 1649 in eine Staatsdomäne um, deren Erträge zum Teil für den Unterhalt der Universität Rinteln bestimmt waren. Dadurch war dem Konvent, der zuletzt nur noch aus drei Chorherren bestand, die Lebensgrundlage entzogen. Damit endete das klösterliche Leben in Möllenbeck. Eine förmliche (rechtliche) Auflösung des Konvents scheint nicht erfolgt zu sein. Die Kirche blieb auch in Staatsbesitz als Gottesdienstort erhalten, zunächst für den lutherischen, ab 1675 für den reformierten Gottesdienst. Die Klostergebäude wurden seitdem vorwiegend landwirtschaftlich genutzt. 1807 wurde die Stiftskirche der evangelisch-reformierten Kirchengemeinde Möllenbeck übergeben. Heute sind im Stift Einrichtungen der Kirchengemeinde Möllenbeck untergebracht (Gemeindehaus, Winterkirche).
Der Ortsteil Hessendorf wurde ab 1667 als Reihensiedlung auf Möllenbecker Domänenland angelegt. Zur Ansiedelung wurden Bauern aus dem Lipperland angeworben. Bis 1969 war Hessendorf eine selbstständige Gemeinde mit der Meierei Ellerburg.

## Politik

### Ortsrat
Der Ortsrat, der Möllenbeck vertritt, setzt sich aus sieben Mitgliedern zusammen. Die Ratsmitglieder werden durch eine Kommunalwahl für jeweils fünf Jahre gewählt. Bei der Kommunalwahl 2021 ergab sich folgende Sitzverteilung:
- SPD: 3
- CDU: 4

### Ortsbürgermeister
Ortsbürgermeister ist Thorsten Frühmark (CDU).

## Vereine

### Sport
Der Sportverein Schwalbe Möllenbeck von 1920 e. V. bietet die Sparten Fußball, Tischtennis, Gymnastik, Turnen und Wandern an.

### Musik
- Musikzug der Freiwilligen Feuerwehr Möllenbeck.
- Männergesangverein (MGV) Polyhymnia.

## Öffentliche Einrichtungen

### Bildung
Die Grundschule Rinteln Süd unterhält in Möllenbeck eine Außenstelle. Weiterführende Schulen sind in Rinteln vorhanden.

### Sicherheit und Ordnung
- Für die öffentliche Sicherheit und Ordnung ist das Polizeikommissariat Rinteln zuständig.
- Der Brandschutz und die allgemeine Hilfe werden durch die Freiwillige Feuerwehr Möllenbeck sichergestellt.

## Religionen
- Durch den Zuzug lippischer Neusiedler in Hessendorf führte die Landgrafschaft Hessen 1675 den reformierten Gottesdienst ein. Heute gehören etwa 900 Gemeindemitglieder zur evangelisch-reformierten Kirchengemeinde Möllenbeck.
- Die katholischen Gläubigen gehören zur Pfarrgemeinde St. Sturmius in Rinteln.

## Naturschutz
In der Gemarkung Möllenbeck sind drei Naturschutzgebiete ausgewiesen:
- HA 219 Kameslandschaft
- HA 215 Mühlenberg
- HA 132 Ostenuther Kiesteiche[5]

## Veranstaltungen
Jährlich findet auf dem Klostergelände das „Irish-Folk-Festival“ statt. Weitere regelmäßig stattfindende Veranstaltungen sind u. a. das Sonnenblumenfest, „Möllenbeck rockt!“ (Jugendkonzert) sowie diverse christliche Feste.